# Rebecca Spit Marine Park
Rebecca Spit Marine Park är en park i Kanada.   Den ligger i provinsen British Columbia, i den sydvästra delen av landet, 3 700 km väster om huvudstaden Ottawa.
Terrängen runt Rebecca Spit Marine Park är platt åt sydost, men åt nordväst är den kuperad. Havet är nära Rebecca Spit Marine Park åt nordost. Närmaste större samhälle är Campbell River, 10,0 km söder om Rebecca Spit Marine Park. 